# La Jeune Garde
Pour les articles homonymes, voir Jeune Garde (homonymie).
La Jeune Garde est un chant révolutionnaire. La première version, Le Chant des jeunes gardes, a été écrite par Montéhus sur une musique de Saint-Gilles en 1912 pour les Jeunes Gardes Socialistes créés par la SFIO.
Ce chant de la jeunesse ouvrière de France a donc été écrit bien avant le Congrès de Tours fondateur du Parti communiste français.
Avant la Seconde Guerre mondiale, il fut chanté aussi bien par les Jeunesses socialistes que par les Jeunesses communistes.
La version originale de Montéhus commençait par « Nous sommes la jeune France... ». Les mouvements communistes y ont substitué « Nous sommes la Jeune Garde... ». Les trois premiers couplets sont de Montéhus, les autres ont été rajoutés par la suite. La tradition attribue le 5e couplet additionnel à Louis Aragon.
On remplace souvent aujourd'hui l'« ordre nouveau » du dernier couplet par « monde nouveau ».

## Paroles
Nous sommes la jeune garde

Nous sommes les gars de l’avenir

Elevés dans la souffrance,

Oui, nous saurons vaincre ou mourir.

Nous combattons pour la bonne cause,

Pour délivrer le genre humain

Tant pis si notre sang arrose

Les pavés sur notre chemin.

Refrain:

Prenez garde ! Prenez garde !

Vous les sabreurs, les bourgeois, les gavés, et les curés

V’là la jeune garde ! V’là la jeune garde,

Qui descend sur le pavé.

C’est la lutte finale qui commence,

C’est la revanch’ de tous les meurt de faim

C’est la révolution qui s’avance,

Et qui sera victorieuse demain.

Prenez garde ! Prenez garde ! A la jeune garde !

Enfants de la misère,

De force nous sommes des révoltés

Nous vengerons nos pères

Que des brigands ont exploité.

Nous ne voulons plus de famine

A qui travaille il faut du pain,

Demain nous prendrons les usines,

Nous sommes des hommes et non des chiens.

Nous n’ voulons plus de guerre

Car nous aimons l’humanité,

Tous les hommes sont nos frères

Nous clamons la fraternité,

La République universelle,

Tyrans et rois tous au tombeau !

Tant pis si la lutte est cruelle

Après la pluie le temps est beau.

Quelles que soient vos livrées,

Tendez vous la main prolétaires.

Si vous fraternisez,

Vous serez maîtres de la terre.

Brisons le joug capitaliste,

Et bâtissons dans l’monde entier,

Les Etats-Unis Socialistes,

La seule patrie des opprimés.

Pour que le peuple bouge,

Nous descendrons sur les boulevards.

La jeune Garde Rouge

Fera trembler tous les richards !

Nous les enfants de Lénine

Par la faucille et le marteau

Et nous bâtirons sur vos ruines

Le communisme, ordre nouveau !